# Liste der Stolpersteine in Haselünne
Die Liste der Stolpersteine in Haselünne enthält alle Stolpersteine, die im Rahmen des gleichnamigen Kunst-Projekts von Gunter Demnig in Haselünne verlegt wurden. Mit ihnen soll der Opfer des Nationalsozialismus gedacht werden, die in Haselünne lebten und wirkten. Bei zwei Verlegungen seit November 2004 wurden bisher insgesamt 27 Stolpersteine verlegt. (Stand: Juni 2019)

## Liste der Stolpersteine
| Bild | Person, Inschrift                                                                        | Adresse                | Verlegedatum  | Anmerkung |
| --- | ---------------------------------------------------------------------------------------- | ---------------------- | ------------- | --- |
| Bild gesucht Die Wikipedia wünscht sich an dieser Stelle ein Bild vom Ort mit diesen Koordinaten 52.671774 7.486536 . Motiv: vier Stolpersteine Steinburg, Hasestraße 15 Falls du dabei helfen möchtest, erklärt die Anleitung , wie das geht. BW         | Hier wohnte Israel Steinburg Jg. 1871 ...                                                | Hasestraße 15 ·        | 4. Okt. 2006  | Israel Steinburg wurde am 15. Februar 1871 in Haselünne geboren. Er war mit Minna Steinburg verheiratet und hatte zwei Kinder. Am 31. Juli 1942 wurde er ab Münster in das Ghetto Theresienstadt deportiert und am 23. September 1942 in das Vernichtungslager Treblinka. Er wurde später für tot erklärt.                              |
| Bild gesucht Die Wikipedia wünscht sich an dieser Stelle ein Bild vom hier behandelten Ort. Falls du dabei helfen möchtest, erklärt die Anleitung , wie das geht. BW                                                                                      | Hier wohnte Minna Steinburg geb. Sternberg Jg. 1893 ...                                  | Hasestraße 15 ·        | 4. Okt. 2006  | Minna Steinburg wurde am 13. April 1893 als Minna Steinberg in Horn-Mielinghausen geboren. Sie war mit Israel Steinburg verheiratet und hatte zwei Kinder. Am 31. Juli 1942 wurde sie in das Ghetto Theresienstadt deportiert und am 23. September 1942 in das Vernichtungslager Treblinka. Sie wurde später für tot erklärt.           |
| Bild gesucht Die Wikipedia wünscht sich an dieser Stelle ein Bild vom hier behandelten Ort. Falls du dabei helfen möchtest, erklärt die Anleitung , wie das geht. BW                                                                                      | Hier wohnte Anneliese Steinburg Jg. 1921 ...                                             | Hasestraße 15 ·        | 4. Okt. 2006  | Annelise Steinburg wurde am 6. Oktober 1921 als Tochter von Israel und Minna Steinburg in Haselünne geboren. Nach ihrer Deportation kam sie am 19. April 1943 in das KZ Auschwitz und musste im Januar 1945 auf den Todesmarsch nach Westen, den sie überlebte. Als Alisa Schwarz starb sie am 2. Juli 2000 in Regba im Norden Israels. |
| Bild gesucht Die Wikipedia wünscht sich an dieser Stelle ein Bild vom hier behandelten Ort. Falls du dabei helfen möchtest, erklärt die Anleitung , wie das geht. BW                                                                                      | Hier wohnte Paul Steinburg Jg. 1924 ...                                                  | Hasestraße 15 ·        | 4. Okt. 2006  | Paul Steinberg wurde am 4. Januar 1924 als Sohn von Israel und Minna Steinburg in Haselünne geboren. Zuletzt lebte er in Berlin und wurde von dort am 14. Dezember 1942 in das Vernichtungslager Auschwitz deportiert, wo er am 12. Januar 1943 ermordet wurde.                                                                         |
| Bild gesucht Die Wikipedia wünscht sich an dieser Stelle ein Bild vom Ort mit diesen Koordinaten 52.67281 7.487672 . Motiv: drei Stolpersteine Fiebelmann, Krummer Dreh Falls du dabei helfen möchtest, erklärt die Anleitung , wie das geht. BW          | Hier wohnte Goldine Fiebelmann geb. Hanauer Jg. 1873 deportiert 1941 ermordet in Riga    | Krummer Dreh ·         | 10. Nov. 2004 | Goldine Fiebelmann wurde am 6. März 1873 als Goldine Hanauer in Winschoten in den Niederlanden geboren. Sie war seit Anfang 1930 verwitwet und hatte drei Töchter. Am 13. Dezember 1941 wurde sie mit ihrer Tochter Frieda und dem Enkel in das Ghetto Riga deportiert und später für tot erklärt.                                      |
| Bild gesucht Die Wikipedia wünscht sich an dieser Stelle ein Bild vom hier behandelten Ort. Falls du dabei helfen möchtest, erklärt die Anleitung , wie das geht. BW                                                                                      | Hier wohnte Frieda Fiebelmann Jg. 1910 deportiert 1941 ermordet in Riga                  | Krummer Dreh ·         | 10. Nov. 2004 | Frieda Fiebelmann wurde am 11. März 1910 als Tochter von Samuel und Goldine Fiebelmann in Haselünne geboren. Am 13. Dezember 1941 wurde sie mit ihrer Mutter und ihrem Sohn in das Ghetto Riga deportiert und später für tot erklärt.                                                                                                   |
| Bild gesucht Die Wikipedia wünscht sich an dieser Stelle ein Bild vom hier behandelten Ort. Falls du dabei helfen möchtest, erklärt die Anleitung , wie das geht. BW                                                                                      | Hier wohnte Heinz-Herbert Fiebelmann Jg. 1937 deportiert 1941 ermordet in Riga           | Krummer Dreh ·         | 10. Nov. 2004 | Heinz-Herbert Fiebelmann wurde am 24. April 1937 als Sohn von Samuel und Frieda Fiebelmann in Haselünne geboren. Am 13. Dezember 1941 wurde er mit seiner Mutter und der Großmutter in das Ghetto Riga deportiert und später für tot erklärt. Er war zu diesem Zeitpunkt vier Jahre alt.                                                |
| Bild gesucht Die Wikipedia wünscht sich an dieser Stelle ein Bild vom Ort mit diesen Koordinaten 52.672926 7.487819 . Motiv: drei Stolpersteine Steinburg, Krummer Dreh Falls du dabei helfen möchtest, erklärt die Anleitung , wie das geht. BW          | Hier wohnte Ida Steinburg geb. Dammann Jg. 1896 deportiert 1941 ermordet in Riga         | Krummer Dreh ·         | 10. Nov. 2004 | Ida Steinburg wurde am 29. Februar 1896 als Ida Dammann in Salzdetfurth geboren. Sie war seit Anfang der 1930er Jahre verwitwet und hatte zwei Söhne. Am 13. Dezember 1941 wurde sie in das Ghetto Riga deportiert und am 9. August 1944 in das KZ Stutthof. Sie wurde später für tot erklärt.                                          |
| Bild gesucht Die Wikipedia wünscht sich an dieser Stelle ein Bild vom hier behandelten Ort. Falls du dabei helfen möchtest, erklärt die Anleitung , wie das geht. BW                                                                                      | Hier wohnte Fritz Steinburg Jg. 1923 deportiert 1941 Riga überlebt                       | Krummer Dreh ·         | 10. Nov. 2004 | Fritz Steinburg wurde am 1. März 1923 als Sohn von Ida Steinburg in Haselünne geboren. Er wurde 1941 in das Ghetto Riga deportiert, überlebte den Holocaust und starb am 8. November 1987 in Adlkofen. |
| Bild gesucht Die Wikipedia wünscht sich an dieser Stelle ein Bild vom hier behandelten Ort. Falls du dabei helfen möchtest, erklärt die Anleitung , wie das geht. BW                                                                                      | Hier wohnte Hubert Steinburg Jg. 1921 deportiert 1941 Riga überlebt                      | Krummer Dreh ·         | 10. Nov. 2004 | Hubert Steinburg wurde am 21. September 1921 als Sohn von Ida Steinburg in Haselünne geboren. Er wurde 1941 in das Ghetto Riga deportiert, überlebte den Holocaust und starb am 14. Januar 1968 in Landshut. |
| Bild gesucht Die Wikipedia wünscht sich an dieser Stelle ein Bild vom Ort mit diesen Koordinaten 52.675071 7.483095 . Motiv: fünf Stolpersteine Steinburg, Nordstraße 2h Falls du dabei helfen möchtest, erklärt die Anleitung , wie das geht. BW         | Hier wohnte Samuel Steinburg Jg. 1880 deportiert 1941 ermordet in Riga                   | Nordstraße 2 ·         | 10. Nov. 2004 | Samuel Steinburg wurde am 22. Mai 1880 in Haselünne geboren. Er war mit Henny Steinburg verheiratet und hatte mit ihr drei Kinder. Am 13. Dezember 1941 wurde er in das Ghetto Riga deportiert und von dort in das KZ Stutthof, wo er ermordet wurde. Er wurde später für tot erklärt.                                                  |
| Bild gesucht Die Wikipedia wünscht sich an dieser Stelle ein Bild vom hier behandelten Ort. Falls du dabei helfen möchtest, erklärt die Anleitung , wie das geht. BW                                                                                      | Hier wohnte Henny Steinburg geb. Cohen Jg. 1891 deportiert 1941 ermordet in Riga         | Nordstraße 2 ·         | 10. Nov. 2004 | Henny Steinburg wurde am 20. November 1891 als Henny Cohen in Oldersum geboren. Sie war mit Samuel Steinburg verheiratet und hatte drei Kinder. Am 13. Dezember 1941 wurde sie in das Ghetto Riga deportiert und am 1. Oktober 1944 in das KZ Stutthof.                                                                                 |
| Bild gesucht Die Wikipedia wünscht sich an dieser Stelle ein Bild vom hier behandelten Ort. Falls du dabei helfen möchtest, erklärt die Anleitung , wie das geht. BW                                                                                      | Hier wohnte Hans Steinburg Jg. 1928 deportiert 1941 ermordet in Riga                     | Nordstraße 2 ·         | 10. Nov. 2004 | Hans Steinburg wurde am 29. Januar 1928 als Sohn von Samuel und Henny Steinburg in Haselünne geboren. Am 13. Dezember 1941 wurde er in das Ghetto Riga deportiert und starb 1944. Er wurde später für tot erklärt. |
| Bild gesucht Die Wikipedia wünscht sich an dieser Stelle ein Bild vom hier behandelten Ort. Falls du dabei helfen möchtest, erklärt die Anleitung , wie das geht. BW                                                                                      | Hier wohnte Anna Steinburg Jg. 1923 deportiert 1941 ermordet in Riga                     | Nordstraße 2 ·         | 10. Nov. 2004 | Anna Steinburg wurde am 26. Juni 1923 als Tochter von Samuel und Henny Steinburg in Haselünne geboren. Am 13. Dezember 1941 wurde sie in das Ghetto Riga deportiert und am 1. Oktober 1944 in das KZ Stutthof. Sie wurde später für tot erklärt.                                                                                        |
| Bild gesucht Die Wikipedia wünscht sich an dieser Stelle ein Bild vom hier behandelten Ort. Falls du dabei helfen möchtest, erklärt die Anleitung , wie das geht. BW                                                                                      | Hier wohnte Hildegard Steinburg Jg. 1925 deportiert 1941 ermordet in Riga                | Nordstraße 2 ·         | 10. Nov. 2004 | Hildegard Steinburg wurde am 18. Februar 1925 als Tochter von Samuel und Henny Steinburg in Haselünne geboren. Am 13. Dezember 1941 wurde sie in das Ghetto Riga deportiert und am 1. Oktober 1944 in das KZ Stutthof, wo sie am 11. Januar 1945 ermordet wurde. Sie wurde später für tot erklärt.                                      |
| Bild gesucht Die Wikipedia wünscht sich an dieser Stelle ein Bild vom Ort mit diesen Koordinaten 52.673448 7.484583 . Motiv: vier Stolpersteine Fiebelmann, Petersilienstraße 3 Falls du dabei helfen möchtest, erklärt die Anleitung , wie das geht. BW  | Hier wohnte Alexander Fiebelmann Jg. 1887 deportiert 1942 Riga ermordet 30.6.1942        | Petersilienstraße 3 ·  | 4. Okt. 2006  | Alexander Fiebelmann wurde am 31. Juli 1887 in Haselünne geboren. Er war mit Mathilde Fiebelmann verheiratet. 1938 wurde er verhaftet und war bis zum 13. Dezember 1938 im KZ Sachsenhausen inhaftiert. Am 13. Dezember 1941 wurde er in das Ghetto Riga deportiert und später für tot erklärt.                                         |
| Bild gesucht Die Wikipedia wünscht sich an dieser Stelle ein Bild vom hier behandelten Ort. Falls du dabei helfen möchtest, erklärt die Anleitung , wie das geht. BW                                                                                      | Hier wohnte Mathilde Fiebelmann geb. Strauss Jg. 1893 deportiert 1941 ermordet in Riga   | Petersilienstraße 3 ·  | 4. Okt. 2006  | Mathilde Fiebelmann wurde am 7. Dezember 1893 als Mathilde Strauß in Reinheim geboren. Sie war mit Alexander Fiebelmann verheiratet und hatte zwei Töchter. Am 13. Dezember 1941 wurde sie in das Ghetto Riga deportiert und mit Datum 8. Mai 1945 für tot erklärt.                                                                     |
| Bild gesucht Die Wikipedia wünscht sich an dieser Stelle ein Bild vom hier behandelten Ort. Falls du dabei helfen möchtest, erklärt die Anleitung , wie das geht. BW                                                                                      | Hier wohnte Ruth Fiebelmann Jg. 1922 deportiert 1941 Riga ermordet 14.1.1945 in Stutthof | Petersilienstraße 3 ·  | 4. Okt. 2006  | Ruth Fiebelmann wurde am 17. Juni 1922 als Tochter von Alexander und Mathilde Fiebelmann in Haselünne geboren. Am 13. Dezember 1941 wurde sie in das Ghetto Riga deportiert und dann weiter in das KZ Stutthof, wo sie am 14. Januar 1945 ermordet wurde.                                                                               |
| Bild gesucht Die Wikipedia wünscht sich an dieser Stelle ein Bild vom hier behandelten Ort. Falls du dabei helfen möchtest, erklärt die Anleitung , wie das geht. BW                                                                                      | Hier wohnte Beate Fiebelmann Jg. 1924 deportiert 1941 ermordet in Riga                   | Petersilienstraße 3 ·  | 4. Okt. 2006  | Beate Fiebelmann wurde am 31. Juli 1924 als Tochter von Alexander und Mathilde Fiebelmann in Haselünne geboren. Am 13. Dezember 1941 wurde sie in das Ghetto Riga deportiert und mit Datum 8. Mai 1945 für tot erklärt. |
| | Hier wohnte Julius Fiebelmann Jg. 1885 Flucht 1939 Kanada überlebt                       | Petersilienstraße 28 · | 4. Okt. 2006  | Julius Fiebelmann wurde am 8. Juli 1885 in Haselünne geboren. Er war mit Bertha Fiebelmann verheiratet und hatte eine Tochter. Die Familie flüchtete am 9. Mai 1939 nach Toronto. Julius Fiebelmann starb im Januar 1968 in Woodstock.                                                                                                  |
| | Hier wohnte Bertha Fiebelmann geb. Nathan Jg. 1891 Flucht 1939 Kanada tot 1944           | Petersilienstraße 28 · | 4. Okt. 2006  | Bertha Fiebelmann wurde am 4. Mai 1891 als Bertha Nathan in Ruppichteroth geboren. Sie war mit Julius Fiebelmann verheiratet und hatte eine Tochter. Die Familie flüchtete am 9. Mai 1939 nach Toronto. Bertha Fiebelmann starb am 10. Januar 1944 in Woodstock in Kanada.                                                              |
| | Hier wohnte Ilse Fiebelmann Jg. 1923 Flucht 1939 Kanada überlebt                         | Petersilienstraße 28 · | 4. Okt. 2006  | Ilse Fiebelmann wurde am 11. Januar 1923 als Tochter von Julius und Bertha Fiebelmann in Köln geboren. Sie flüchtete im Mai 1939 mit ihren Eltern nach Toronto und lebt als Ilse Grosberg-Cohen in Willowdale, einem Stadtteil von Toronto.                                                                                             |
| Bild gesucht Die Wikipedia wünscht sich an dieser Stelle ein Bild vom Ort mit diesen Koordinaten 52.672749 7.484805 . Motiv: fünf Stolpersteine Fiebelmann, Petersilienstraße 29 Falls du dabei helfen möchtest, erklärt die Anleitung , wie das geht. BW | Hier wohnte Leopold Fiebelmann Jg. 1884 deportiert 1941 ermordet in Riga                 | Petersilienstraße 29 · | 4. Okt. 2006  | Leopold Fiebelmann wurde am 12. April 1884 in Haselünne geboren. Er war mit Rosa Fiebelmann verheiratet und hatte vier Kinder. Am 13. Dezember 1941 wurde er in das Ghetto Riga deportiert und später mit Datum 8. Mai 1945 für tot erklärt.                                                                                            |
| Bild gesucht Die Wikipedia wünscht sich an dieser Stelle ein Bild vom hier behandelten Ort. Falls du dabei helfen möchtest, erklärt die Anleitung , wie das geht. BW                                                                                      | Hier wohnte Rosa Fiebelmann geb. Polak Jg. 1894 deportiert 1941 ermordet in Riga         | Petersilienstraße 29 · | 4. Okt. 2006  | Rosa Fiebelmann wurde am 15. Juni 1894 als Rosa Polak in Papenburg geboren. Sie war mit Leopold Fiebelmann verheiratet und hatte vier Kinder. Der 1926 geborene Sohn Helmut starb bereits 1929. Am 13. Dezember 1941 wurde sie in das Ghetto Riga deportiert und gilt seitdem als verschollen.                                          |
| Bild gesucht Die Wikipedia wünscht sich an dieser Stelle ein Bild vom hier behandelten Ort. Falls du dabei helfen möchtest, erklärt die Anleitung , wie das geht. BW                                                                                      | Hier wohnte Walter Fiebelmann Jg. 1924 deportiert 1941 ermordet in Riga                  | Petersilienstraße 29 · | 4. Okt. 2006  | Walter Fiebelmann wurde am 31. August 1924 als Sohn von Leopold und Rosa Fiebelmann in Haselünne geboren. Am 13. Dezember 1941 wurde er in das Ghetto Riga deportiert und später für tot erklärt. |
| Bild gesucht Die Wikipedia wünscht sich an dieser Stelle ein Bild vom hier behandelten Ort. Falls du dabei helfen möchtest, erklärt die Anleitung , wie das geht. BW                                                                                      | Hier wohnte Kurt Fiebelmann Jg. 1926 deportiert 1941 KZ Dachau befreit/überlebt          | Petersilienstraße 29 · | 4. Okt. 2006  | Kurt Wilhelm Fiebelmann wurde am 11. Februar 1926 in Haselünne geboren. Er lebte in Leer (Ostfriesland) und Haselünne. Er wurde 1941 ebenfalls deportiert und kam am 1. August 1944 in das KZ Dachau, wo er 1945 befreit werden konnte. Sein weiteres Schicksal ist ungeklärt.                                                          |
| Bild gesucht Die Wikipedia wünscht sich an dieser Stelle ein Bild vom hier behandelten Ort. Falls du dabei helfen möchtest, erklärt die Anleitung , wie das geht. BW                                                                                      | Hier wohnte Renate Elfriede Fiebelmann Jg. 1929 deportiert 1941 ermordet in Riga         | Petersilienstraße 29 · | 4. Okt. 2006  | Renate Elfriede Fiebelmann wurde am 23. März 1929 als Tochter von Leopold und Rosa Fiebelmann in Haselünne geboren. Sie lebte in Leer und Haselünne. Am 13. Dezember 1941 wurde sie in das Ghetto Riga deportiert und später für tot erklärt.                                                                                           |

## Verlegungen
- 10. November 2004: 11 Stolpersteine an drei Adressen[26]
- 4. Oktober 2006: 16 Stolpersteine an vier Adressen[3]